# La taca humana
 La taca humana  (original: The Human Stain) és una pel·lícula estatunidenca dirigida per Robert Benton, adaptació de la novel·la homònima de Philip Roth (2000). Va ser estrenada el 2003 i doblada al català.

## Argument
Coleman Silk, un distingit professor d'una universitat de Nova Anglaterra, ha estat durant tota la seva vida un mestre de l'engany i la mistificació. Quan era un prometedor estudiant universitari, va destrossar la vida del seu primer amor a causa d'un secret. Acusat d'haver mantingut paraules racistes envers dos estudiants, dimiteix. Determinat a portar una guerra contra el "políticament correcte", decideix fer-se amic d'un escriptor de talent, per explicar la seva història.
Mentre que una sòlida amistat es teixeix ràpidament entre els dos homes, Coleman es troba amb Faunia, una jove que treballa a la seva antiga facultat. Turmentada i sulfurosa, aquesta relació passional trabucarà les seves certeses i la seva existència. I profunds secrets sortiran a la superfície. Confessar la veritat hauria canviat tanmateix el rumb de la seva vida... Finalment, Coleman no tindrà més remei que mostrar la seva autèntica identitat abans que sigui massa tard.

## Repartiment
- Anthony Hopkins: Coleman Silk
- Nicole Kidman: Faunia Farley
- Ed Harris: Lester Farley
- Gary Sinise: Nathan Zuckerman
- Wentworth Miller: Coleman Silk jeune
- Jacinda Barrett: Steena Paulsson
- Clark Gregg: Nelson Primus
- Anna Deavere Smith: Sra. Silk
- Kerry Washington: Ellie
- Mili Avital: Jeune Iris
- Anne Dudek: Lisa Silk
- John Finn: Louie Borero
- Jeff Perry: Jugador de tennis
- Robert Higden: Jeff Silk
- Richard Russo: Membre de Comité de Facultat
- Deano Clavet: entrenador de boxa
- Charles W. Gray: Ministre